# 福爾斯頓 (北卡羅萊納州)
福爾斯頓（英語：Fallston）是一個位於美國北卡羅萊納州克里夫蘭縣的城鎮。

## 人口
根據2020年美國人口普查的數據，福爾斯頓的面積為5.62平方千米，當中陸地面積為5.61平方千米，而水域面積為0.01平方千米。當地共有人口627人，而人口密度為每平方千米112人。